# Command键

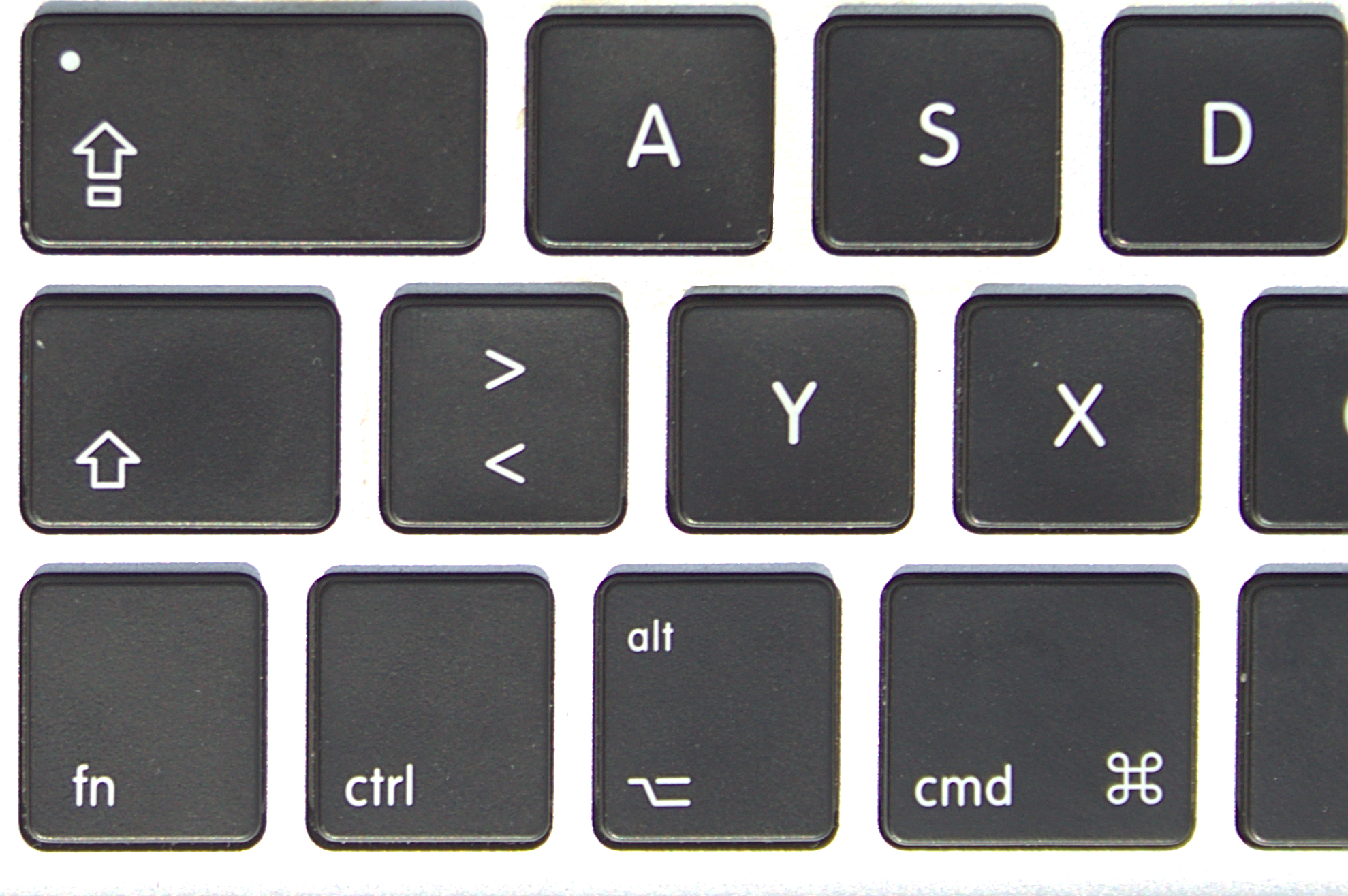
圖中下端左起第四個鍵即為Command键

Command键又称苹果键（Apple key），是苹果标准键盘中的按鍵，其中一个位于Option鍵与空格键之间，其作用近似于PC键盘上的Ctrl键。而在运行Windows的Mac中，此键会被作为Windows键使用。

## 功能
在Mac操作系统中，单独按下Command键无任何作用，需与其他按键搭配使用，从而实现快捷操作，功能近似于Windows系统下的Ctrl键。

## 符号样式
“⌘”花形符号，源自瑞典的野营或露营地符号。早期Command键左侧还保留苹果logo，后期苹果标准键盘去除苹果logo，仅保留⌘花形符号，并一直沿用至今。

## 符号起源

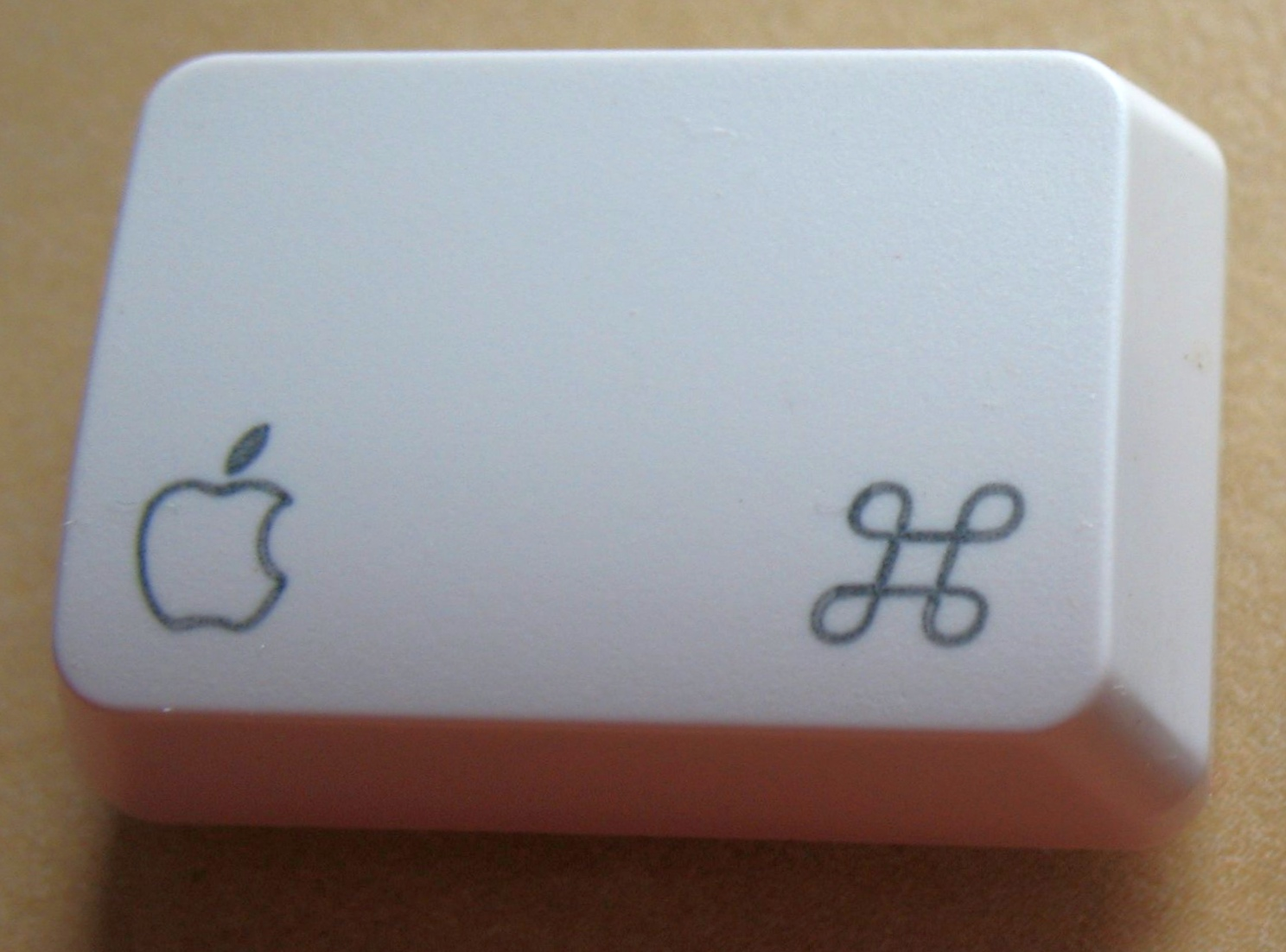
含有Apple Logo的Command键

最初Macintosh开发团队设计苹果键标志时，曾提议在按键上贴上一个小小的苹果logo，但乔布斯极度讨厌这种做法，他认为苹果logo在Mac OS界面中已经用得够多了，于是下令员工重新设计。员工们找来位图艺术家苏珊·卡尔帮忙重新设计，她翻开一本《国际符号标志辞典》（International Symbol Dictionary），并最终选择了“⌘”花形符号。这个符号用在瑞典的野营地，提醒人们注意和关注，同时还具有无限循环、统一标准等含义。

## 組合鍵
| 組合鍵      | 作用          |
| ----------- | ------------- |
| ⌘ Cmd+A     | 选择全部      |
| ⌘ Cmd+C     | 拷貝          |
| ⌘ Cmd+M     | 最小化        |
| ⌘ Cmd+N     | 新建          |
| ⌘ Cmd+O     | 打开          |
| ⌘ Cmd+P     | 打印          |
| ⌘ Cmd+Q     | 退出          |
| ⌘ Cmd+V     | 貼上          |
| ⌘ Cmd+W     | 关闭          |
| ⌘ Cmd+X     | 剪切          |
| ⌘ Cmd+Z     | 撤销          |
| ⌘ Cmd+Space | Spotlight搜尋 |
| ⌘ Cmd+      | 放大          |
| ⌘ Cmd+-     | 缩小          |